# Rudolf Potsch
Rudolf „Rudi“ Potsch (* 15. Juni 1937 in Brünn) ist ein ehemaliger tschechischer Eishockeyspieler und -trainer, der als Verteidiger über viele Jahre für RH Brno und die tschechoslowakische Nationalmannschaft spielte. Er gehörte zu den besten Verteidigern der Tschechoslowakei. Besonders bekannt wurde er für den sogenannten Potsch-Check, einem Bodycheck, der mit der rechten Schulter gegen die Brust des Gegners ausgeführt wird.

## Karriere
Rudolf Potsch begann seine Karriere in den Nachwuchsmannschaften des SK Královo Pole, mit dessen Juniorenteam er zwischen 1952 und 1955 drei Meistertitel in der Tschechoslowakei gewann. Während der Spielzeit 1955/56 debütierte er für die Herrenmannschaft des Vereins, bevor er 1956 zum Militärdienst eingezogen wurde. Diesen leistete er als Sportsoldat im Armeesportverein  RH Brno ab, für den er in den folgenden 13 Jahren aktiv war und mit dem er zwischen 1957 und 1966 neun Mal tschechoslowakischer Meister wurde. Zudem gehörte er zu den torgefährlichsten Verteidigern der 1. Liga und erzielte insgesamt 139 Tore in 377 Ligaspielen. Mit 134 Toren für RH Brno (heute Kometa Brno) ist er zudem der erfolgreichste Torschütze unter den Verteidigern in der Geschichte des Vereins.
1969 erhielt er die Erlaubnis, ins westliche Ausland zu wechseln und wurde von der Düsseldorfer EG verpflichtet. Mit der DEG gewann er 1972 den Deutschen Meistertitel und kehrte nach diesem Erfolg in seine Heimat zurück.  Zwischen 1972 und 1974 spielte er noch einmal für seinen ersten Verein, der inzwischen in Ingstav Brno umbenannt wurde, bevor er 1974 seine Karriere im Alter von 37 Jahren beendete.

### International
Rudolf Potsch war in den 1960er Jahren Stammspieler der tschechoslowakischen Nationalmannschaft und gewann mit dieser zahlreiche Medaillen bei Eishockey-Weltmeisterschaften und Olympischen Winterspielen. Er debütierte im Januar 1958 für das Nationalteam bei einem Länderspiel gegen die Sowjetunion und absolvierte im Januar 1967 sein letztes Länderspiel.
Er absolvierte insgesamt über 100 Länderspiele für die ČSSR, in denen er 19 Tore erzielte.

### Trainerkarriere
In den letzten zwei Jahren seiner Spielerlaufbahn war Potsch parallel Assistenztrainer von Ingstav Brno, wobei sein ehemaliger Mannschaftskamerad Slavomír Bartoň Cheftrainer war. 1974 übernahm Potsch dessen Posten und schaffte mit Ingstav Brno 1975 den Aufstieg in die 1. Liga. Aus dieser stieg der Verein ein Jahr später wieder ab. Potsch blieb bis 1978 in gleicher Position bei Ingstav Brno, bevor er Cheftrainer von Dukla Trenčín wurde.
1982 kehrte er nach Brno zurück und übernahm das Traineramt beim TJ Zetor Brno, mit dem er in den folgenden Jahren meist hinter Plätze in der 1. Liga belegte. In der Saison 1987/88 betreute er Partizan Belgrad aus der SFR Jugoslawien, bevor er 1988 Cheftrainer der TJ DS Olomouc wurde. Mit der Mannschaft aus Olomouc gewann er zweimal (1989 und 1990) den Meistertitel der zweiten Spielklasse, der 1. ČNHL, verpasste aber jeweils den Aufstieg in die erste Liga.
1992 kehrte er zum inzwischen in HC Královpolská Brno umbenannten Zetor Brno zurück und belegte mit diesem zwei Jahre in Folge den dritten Platz der zweiten Spielklasse. Zwischen 1995 und 1997 betreute er erneut Dukla Trenčín aus der slowakischen Extraliga und gewann mit dieser Mannschaft  1997 den slowakischen Meistertitel. Seine letzte Trainerstation war der VTJ Haná Kroměříž aus der 2. Liga, den er in der Saison 1999/2000 anführte.

## Erfolge und Auszeichnungen
- 1957, 1958, 1960–1966 Tschechoslowakischer Meister mit dem RH Brno
- 1966, 1967, 1968 Gewinn des Europapokals mit dem RH Brno
- 1959, 1963 Gewinn der Bronzemedaille bei der Weltmeisterschaft
- 1961, 1965, 1966 Gewinn der Silbermedaille bei der Weltmeisterschaft
- 1964 Gewinn der Bronzemedaille bei den Olympischen Winterspielen
- 1972 Deutscher Meister mit der Düsseldorfer EG
- Aufnahme in die tschechische Eishockey-Ruhmeshalle